# Wichita County (Kansas)
Wichita County is een county in de Amerikaanse staat Kansas.
De county heeft een landoppervlakte van 1.861 km² en telt 2.531 inwoners (volkstelling 2000). De hoofdplaats is Leoti.

## Bevolkingsontwikkeling

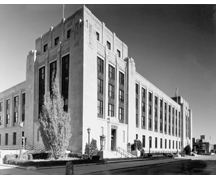
Wichita County Courthouse